# Горозия, Леван Емзарович
Лева́н Емза́рович Горо́зия (род. 9 октября 1985, Красноярск, РСФСР, СССР), также известный под псевдонимом L’One — российский рэпер, бывший участник объединения Phlatline, основатель проекта WDKTZ (weedkatz) вместе с DJ Pill.One, сооснователь и участник группы Marselle. С 17 апреля 2012 года по 15 марта 2019 года являлся артистом лейбла Black Star. Владелец собственной линии одежды «Cosmokot», выпускаемой под брендом Black Star Wear. В 2019 году после ухода с лейбла Black Star потерял право выступать под псевдонимом L’One и исполнять песни, выпущенные под данным псевдонимом. С октября 2019 года выступал под своим настоящим именем. В 2021 году лейбл вернул артисту псевдоним L’One.

## Биография

### Ранний период
Горозия родился 9 октября 1985 года в Красноярске. Отец — грузин, мать — русская. Когда ему было четыре года, родители приняли решение переехать в посёлок Дельгей, в Якутию. Там он и его семья жили на берегу реки Лена.
До войны в Абхазии у семьи был дом в городе Сухум. В тот период его родители учились в ВУЗе, закончили его и получили образование в Красноярске, а он часто оставался у бабушки и дедушки.
7 сентября 1990 года у него родился младший брат — Мераби.
В 1991 году Горозия пошёл в первый класс. Был спортивным подростком, сдавал нормы ГТО на отлично. До девятого класса учился на пятёрки и четвёрки. После окончания начальной школы семья переехала на постоянное место жительства в Якутск. В тот период Горозия занимался баскетболом, играя в сборной республики Саха (Якутия), был капитаном. Полученная травма колена во время одной из игр заставила его уйти из спорта. Тогда он начал увлекаться хип-хопом, слушая Public Enemy, Cypress Hill, Onyx и 2pac.
В Якутске играл в КВН, был ведущим студенческой лиги КВН Якутска. В 20 лет вёл две передачи на Якутских радиоканалах, писал сценарии для корпоративов, вёл телевизионную передачу. После записи и издания своего первого сольного альбома в 2005 году Горозия решил попробовать свои силы в Москве, где с другом Nelом стал снимать квартиру.

Отец надеялся, что я стану юристом, а мать — поддерживала мои журналистские наклонности.— L’One о будущей профессии
После двух лет очного обучения Горозия перевёлся на заочное, чтобы сконцентрироваться на своем творчестве. После госэкзаменов ушёл в учебный отпуск. После многочисленных попыток устроиться на работу в Москве получил место ведущего на радиостанции «Next». Приносил на радио свои песни, но музыкальный директор их откладывал. Параллельно работал в креативном агентстве, занимаясь написанием сценариев для корпоративов.

## Музыкальная карьера

### В составе Marselle
Леван Горозия (Levan/L'One) и Игорь Пустельник (Nel) основали группу Marselle в Москве в 2005 году. В основном Горозия занимался написанием текстов, а Nel — наложением бита на них. В 2007 году группа заключила контракт с представительством крупного немецкого музыкального лейбла «Phlatline». Тогда же вышел первый микстейп лейбла «I’m the Russian dream vol.1».
В 2008 году Леван в составе группы Marselle принял участие в телешоу «БиTVа за Респект» на канале «Муз-ТВ», в полуфинале второго сезона проиграл своему товарищу и партнёру по лейблу ST. Во втором сезоне шоу группу Marselle представлял Nel, который и одержал окончательную победу. Благодаря этому коллектив стал известен среди русскоязычных любителей хип-хопа. 
После выхода песни «Москва» и дебютного альбома Mars Marselle начали гастролировать по стране. Трек «Москва» на протяжении 32 недель возглавлял хит-парад Next FM. Клип на песню вышел в 2011 году при поддержке Тимура Бекмамбетова, сама песня стала саундтреком к фильму «Фантом».
31 марта 2011 года Marselle (вместе с ST и DJ Booch) прекратили своё сотрудничество с хип-хоп-агентством Phlatline. В январе 2012 Леван Горозия объявил о распаде группы Marselle — причиной стали творческие разногласия между участниками. Однако в сентябре 2014 L'One и Nel выступили с совместной песней на сольном концерте ST, а еще через месяц в альбоме L'One «Одинокая Вселенная» вышла новая песня Marselle «Mars» — хотя на тот момент группа официально не сообщала о своём воссоединении.

### Сольная карьера
10 декабря 2009 года Леван выпустил микстейп «L» совместно с DJ Pill.One. 
После распада Marselle Леван Горозия под псевдонимом L'One официально стал участником лейбла Black Star Inc..

Мне поступило предложение работать вместе с командой Black Star, мы встретились, обсудили рабочие моменты и решили делать одно дело вместе. Я считаю, что Black Star — это команда профессионалов, в совместной работе с которыми, мы сможем показать новый уровень хип-хопа в России.— L’Onе о сотрудничестве с лейблом «Black Star Inc.»
Первой работой артиста на лейбле стал трек «#Всёбудет» и клип на него. 23 апреля 2013 L'One выпустил свой первый студийный альбом «Спутник». В него вошло 14 треков, в записи приняли участие приглашённые исполнители — Тимати, Kristina Si, Саша Чест, Павел Мурашов, Tina Smith и Ms. Sounday. Второй студийный альбом L'One «Одинокая вселенная» увидел свет 6 октября 2014 года. В записи также приняли участие Тимати, Nel, Александр Бабенко, Фидель, Рита Дакота и группа Наадя.
В 2015 году отправился в совместный концертный тур «ГТО» с Тимати. 2 сентября 2015 выпустил мини-альбом «Автолюбитель». 28 сентября выпустил одноимённый короткометражный фильм с использованием всех шести треков из альбома, где сам выступил в качестве режиссёра. 
29 апреля 2016 года вышел второй мини-альбом L'One «С самых низов» и одноимённый клип, снятый в Якутске, где Леван начинал свою карьеру.
Третий студийный альбом «Гравитация» вышел 26 сентября 2016 года. Журнал «Афиша» назвал его лучшим в дискографии L'One и оценил на 7,5 по десятибалльной шкале. В записи альбома приняли участие Nel, Kristina Si, Баста, Павел Мурашов, Влади, Jasmine, Ёлка, Паанда, Monatik и группа «Моральный кодекс». 
27 декабря Служба безопасности Украины запретила Левану Горозии въезд в Украину на три года. Причиной запрета стали выступления артиста в Крыму. С соответствующим запросом депутат Верховной Рады Владимир Парасюк обратился к главе СБУ Василию Грицаку. Как отмечалось, в ноябре 2016 года L'One выступал с концертами в Киеве, Днепре, Харькове и Полтаве. Сам певец прокомментировал это так:

Украина сделала мне новогодний подарок, запретив въезд на три года. Спасибо, и вас с наступающим… Ещё больший абсурд в этой ситуации вызывает наша номинация с Монатиком на национальной музыкальной премии Украины.— L’Onе о запрете въезда на Украину
14 февраля 2017 L'One стал гостем проекта «ВДудь» и дал большое интервью, где в том числе рассказал о своём отношении к баттл-рэпу, конфликтах с Pharaoh и проблемах с украинскими спецслужбами.
В третий мини-альбом «1985», выпущенный 24 октября 2017, вошло 7 песен, которые стали саундтреками ко второму сезону сериала «Чернобыль. Зона отчуждения». 
19 ноября 2017 L'One выступил с сольным концертом в Crocus City Hall в сопровождении симфонического оркестра Феликса Арановского.
Четвёртый студийный альбом «Пангея», вышедший 15 марта 2019, стал последней работой исполнителя на лейбле Black Star Inc. Альбом получил своё название, поскольку был записан на всех континентах земного шара. В записи приняли участие Jasmine, Леонид Агутин, Kawaii San и группа «Мгзавреби».

### Разрыв с Black Star и потеря псевдонима L'One
5 июля 2019 года суд зарегистрировал исковое заявление Левана Горозии к музыкальному лейблу Black Star и его совладельцу Тимуру Юнусову (Тимати). Ответчиком также значится гендиректор лейбла Павел Курьянов (Пашу). Суть претензий певца в том, что после окончания договора исполнителя и продюсерского центра лейбл заявил свои права на все произведения, созданные артистом в период действия договора, и на его сценическое имя.
Позже Горозия заявил, что 2 года назад уже пытался выйти из лейбла, однако сумма, которую ему обозначили продюсеры, составляла 170 миллионов рублей.
8 октября 2019 Мещанский районный суд отклонил иск о защите авторских прав Горозии. Тем самым суд оставил права на песни, клипы и товарный знак за лейблом Black Star. 
В Хамовническом суде Москвы зарегистрирован ещё один иск рэпера к лейблу. Сумма исковых требований по нему составляет 147 млн рублей.

### После ухода с лейбла
Потеряв права на использование творческого псевдонима L'One, рэпер стал выступать и издавать песни под своим настоящим именем — Леван Горозия. 27 августа 2019 Леван выступил на закрытии мирового чемпионата по профессиональному мастерству «WorldSkills» в Казани и представил первый трек с момента ухода из лейбла Black Star — «Никто кроме нас».
Принял участие в 17-м независимом баттле Hip-Hop.ru, где выпустил треки «Ветер перемен» и «Дело нескольких минут». Дошёл до третьего раунда.
В феврале 2020 года на YouTube-канале Левана вышла серия видеороликов «Кто такой Леван Горозия?». В них артист рассказывает о своих путешествиях, планах на будущее и новой музыке. В частности, рэпер работает над новым сольным альбомом в Греции.
В 2020 году выпустил два мини-альбома «Шторм» и «Альфа», а также первый полноценный альбом в качестве самостоятельного артиста — «Рассвет».
В апреле 2021 года пришёл к компромиссу и подписал соглашение с руководителями лейбла Black Star Павлом Курьяновым и Вальтером Леруссе и вернул псевдоним L’One. Леван поблагодарил бывших коллег за сотрудничество.
В апреле 2021 года выпустил пятый студийный альбом «Восход 1» после того, как вернул право на использование псевдонима L'One.
В августе 2021 года выпустил концертный альбом, содержащий live-версии всех песен, исполненных на концерте в Adrenaline Stadium, состоявшегося 23 апреля 2021 года.
8 ноября 2021 года выпустил полную видео-версию концерта в Олимпийском, который состоялся 8 ноября 2018 года, а также концертный альбом, содержащий live-версии всех песен, исполненных на данном концерте.
28 ноября 2021 года выступил с сольным концертом в Music Media Dome. Данный концерт стал первым концертом после возвращения прав на использование псевдонима L'One, а также исполнения треков, выпущенных на музыкальном лейбле Black Star.

### Воссоединение Marselle
В сентябре 2019 года, после семи с половиной лет перерыва, Леван и Nel объявили о воссоединении группы Marselle. Первой работой по возвращении группы стала песня «Марс навсегда», в том же году группа выпустила первый после 11-летнего перерыва альбом 2008.
21 ноября 2019 года группа выступила с концертом в ГлавClub. Этот концерт был назван "вторым и последним" после воссоединения, на котором были представлены песни альбомов «Mars» и «2008».
15 июля 2022 года был выпущен сингл «Семейный бизнес».
17 июля 2022 года группа выступила с музыкальным сеансом под открытым небом на территории Музея Русского Искусства.
В сентябре 2023 года вышел дуэт Marselle с Эриком Холматовым «Успокой Меня»

## Личная жизнь
- Женат на Анне Гусевой, с которой познакомился задолго до начала сольной карьеры.
- Дети: сын Михаил[41] (род. 25 сентября 2013) и две дочери: Софико[42] (род. 15 апреля 2017) и Тамара[43] (род. 4 мая 2021).
- Младший брат Мераби живёт в Москве, работает пиар-директором Левана Горозия и ездит с ним на гастроли.[источник не указан 2119 дней]
- Любимые футбольные команды — «Локомотив» и «Ливерпуль»[44].

## Дискография
| Студийные альбомы - 2008 — Mars - 2019 — 2008 Микстейпы - 2008 — Mic On Mars - 2008 — Мы в клубе (ST & MC Levan) - 2009 — Phlatline In Da Building (совместно с ST) - 2009 — L (L'One & DJ Pill One) Студийные альбомы - 2005 — Портреты Кавказа Студийные альбомы - 2013 — Спутник - 2014 — Одинокая Вселенная - 2016 — Гравитация - 2019 — Пангея - 2021 — Восход 1 - 2023 — Дом - 2024 — Пиросмани Мини-альбомы - 2015 — Автолюбитель - 2016 — С самых низов - 2017 — 1985 Концертные альбомы - 2021 — Концерт в Олимпийском - 2022 — Концерт. Первый Синглы - 2012 — Дай мне слово - 2012 — #Всёбудет - 2012 — #ДАВАЙДОСВИДАНИЯ (feat. Тимати, Nel, ST, Jenee, 5 Плюх и Миша Крупин) - 2012 — Tattoo (feat. Тимати, Джиган, Карандаш, Варчун & Крэк) - 2012 — Понедельник - 2012 — День рождения - 2012 — Ае ае - 2013 — Любовь и ненависть - 2013 — Все танцуют локтями - 2013 — Туса (& Тимати, Джиган & Мот) - 2013 — Буду молодым - 2014 — Мистер Хайзенберг - 2014 — Океан (feat. Фидель) (не следует путать с одноимённой песней от Мари Краймбрери) - 2014 — Бери своё - 2015 — Мне нужен лишь мяч - 2015 — Марс (feat. Nel) - 2015 — Утёсов (& Тимати) - 2015 — ГТО (& Тимати) - 2015 — Напоследок я скажу (& Тимати) - 2015 — Ещё до старта далеко (& Тимати feat. Павел Мурашов) - 2015 — Благословляю на рейв (feat. DJ Philchansky) - 2016 — Эй, бро! - 2016 — Тигр - 2016 — Якутяночка (feat. Варвара Визбор) - 2016 — Супергерой (feat. Найк Борзов) - 2017 — Возвращение - 2017 — Найди свою силу (& Мот & Тимати) - 2017 — Время первых - 2017 — Ракета (feat. Влади & Баста) - 2017 — Самая простая песня - 2017 — The Return - 2017 — Zvezdopad (feat. SLAMO) - 2018 — From Russia With Love (Тур в США, видеоприглашение) - 2018 — Сделай громче (feat. Макс Барских) - 2018 — Чёрный умеет блестеть - 2018 — Медленно - 2018 — Эллэй боотур - 2018 — 7 дней в деле - 2018 — Если есть микрофон - 2018 — Бамблби - 2019 — АМГ (& Тимати) - 2019 — Весь мир для нас - 2021 — Go Loco (feat. DASHXX) - 2021 — Дождь - 2021 — Пленочный фотик (feat. SOULOUD) - 2022 — Здравствуй, Якутск (feat. Dipiphany, Саина) - 2022 — У нас получилось - 2022 — Вдох - 2023 — Соня (& YERKATT) - 2023 — Постправда - 2024 — Мамба Менталити - 2024 — Всё ради любви (feat. Эрик Холматов) - 2024 — Солнечный луч - 2024 — Будь Собой (feat. Эрик Холматов) | Синглы - 2016 — Внукам не понять - 2017 — Диско - 2018 — Старая школа - 2020 — Бабки - 2021 — Дождь - 2022 — Дед могёт - 2023 — ЛА ЛА ЛА Студийные альбомы - 2020 — Рассвет Мини-альбомы - 2020 — Шторм - 2020 — Альфа Синглы - 2019 — Никто кроме нас - 2020 — Аууу - 2020 — Виражи (cover 25/17) - 2020 — Шторм - 2020 — Мегаполис (feat. Звонкий) - 2020 — Гости (feat. CAPTOWN) - 2020 — Вместе - 2020 — Золотой актив - 2021 — Все еще жив - 2021 — Муза (ILIACR1ST feat. ST, Леван Горозия & Dr. Crazy) - 2021 — Поезд в огне - 2023 — Ищейка - 2012 — «Американщина 2» (альбом Карандаша): песня «OK» - 2012 — «Ремонт» (альбом Мота): песня «Не моя вина» - 2013 — «13» (альбом Тимати): песни «GQ», «Ловушка» - 2013 — «Фитиль» (альбом Чаян Фамали): песня «Лили» - 2013 — «Маленький Хьюстон» (альбом Жданиссимо Браво): песня «Кино» - 2014 — «Azbuka Morze» (альбом Мота): песня «Бенджамин» - 2014 — «Мокба» (альбом МЕ33А): песня «Мэнй» - 2014 — «На всю планету Земля» (альбом группы Пицца): песня «Мир» - 2014 — «КОДА» (альбом ROZ): песня «Надо работать» - 2014 — «Центр Циклона» (альбом ATL): песня «Кислород» - 2015 — «Почерк» (альбом ST): песня «Всё и сразу» - 2015 — «Артист» (альбом Hash Tag): песня «Это жизнь» - 2015 — «VSOP» (альбом Nel): песня «Садись, прокачу» - 2016 — «VS» (альбом Nel): песня «Hennessy Flow, Pt. 2» - 2016 — «Олимп» (альбом Тимати): песня «Я хочу тебя» - 2016 — «Если чё, я Баха» (альбом Jah Khalib): песня «Джунгли» - 2017 — «EGOlution» (альбом Sabir): песня «Я обожаю тебя везде» - 2017 — «R2» (альбом Rozhden): песня «Ни ты, ни я» - 2017 — «Vol.1 NYC» (совместный альбом KREC и Лиона) песня «Покоряя волны» - 2018 — «Мыслепад» (альбом Даны Соколовой): песня «Голос» - 2018 — «Биголло, Часть 1» (альбом Мэйти): песня «Рокзвезда» - 2018 — «1017, часть вторая» (альбом HIRO): песня «N1Boy» - 2019 — «Артист!» (альбом HASH TAG): песня «Это жизнь» - 2019 — «Kamasutra» (альбом Элины Чага): песня «Рядом» - 2020 — «Иллюзия нормальности» (альбом CAPTOWN): песня «Понедельник» - 2020 — «Новый» (альбом PLC): песня «1000 лет» - 2021 — «VICTORY» (альбом Thomas Mraz): песня «Бог простит» - 2021 — «По Течению» (альбом Papazz): песня «Изменить это» - 2021 — «Баланс» (альбом SOULOUD): песня «Плёночный фотик» - 2021 — «Ностальгия» (альбом Nel): песня «Больше чем вчера» - 2023 — «S.P.A.» (альбом SODA LUV): песня «S.P.A.» - 2024 — «СУВЕНИР С ЗЕМЛИ» (альбом UBEL): песня «Оригами» - 2024 — «Апшерон» (альбом Fardi): песня «Киндзмараули» |

## Видео
В составе Marselle
| Год  | Название                                                                                   | Режиссёр(ы)            | Альбом/Мини-альбом/Микстейп |
| ---- | ------------------------------------------------------------------------------------------ | ---------------------- | --------------------------- |
| 2008 | «Он был»                                                                                   | Неизвестно             | «Mars FM»                   |
| 2008 | «Москва» (feat. Кнара)                                                                     | Неизвестно             | «Mars»                      |
| 2009 | «Закрути блант»                                                                            | Rap Makers Production  | «Mars»                      |
| 2009 | «В твоём доме» (& ST)                                                                      | Perfect Pro            | «Phlatline in da building»  |
| 2011 | «Всё, что мне нужно» (Видеоприглашение на концерт в Москве, Санкт-Петербурге и Челябинске) | Sasha Levin production | Сингл                       |
| 2011 | «Она»                                                                                      | Hype Incorporated      | «Mars»                      |
| 2011 | «Москва» (feat. Катя Нова) (OST Фантом)                                                    | Неизвестно             | «Mars»                      |
| 2019 | «Марс навсегда»                                                                            | Leo Gorenshteyn        | Сингл                       |
| 2020 | «Вертикаль» (feat. Егор Сесарев)                                                           | Ilya Makovkin          | Сингл                       |

Как основной артист
| Год  | Название                                                                | Режиссёр(ы)                             | Альбом/Мини-альбом                            |
| ---- | ----------------------------------------------------------------------- | --------------------------------------- | --------------------------------------------- |
| 2012 | «#Всёбудет»                                                             | Рустам Романов                          | Сингл                                         |
| 2012 | «Дай мне слово»                                                         | Роман Трофимов                          | Сингл                                         |
| 2012 | «#ДАВАЙДОСВИДАНИЯ» (feat. Тимати, Nel, ST, Jenee, 5 Плюх и Миша Крупин) | не указан                               | Сингл                                         |
| 2012 | «Tattoo» (feat. Тимати, Джиган, Карандаш, Варчун & Крэк)                | не указан                               | Сингл                                         |
| 2012 | «Ае ае»                                                                 | не указан                               | Сингл                                         |
| 2012 | «Понедельник»                                                           | Рустам Романов                          | «Спутник»                                     |
| 2012 | «OK» (feat. Карандаш, MO & Big Som)                                     | Production House 567                    | «Американщина 2» (студийный альбом Карандаша) |
| 2013 | «Все танцуют локтями»                                                   | Рустам Романов                          | «Спутник»                                     |
| 2013 | «Туса» (& Тимати, Джиган & Мот)                                         | Павел Худяков                           | Сингл                                         |
| 2013 | «Будущее где-то рядом» (feat. Тимати)                                   | Юрий Ярушников и Константин Королёв     | «Спутник»                                     |
| 2013 | «Буду молодым»                                                          | Владимир Шкляревский                    | «Спутник»                                     |
| 2013 | «GQ» (feat. Тимати & Сергей Мазаев)                                     | Павел Худяков                           | «13» (студийный альбом Тимати)                |
| 2014 | «Мистер Хайзенберг»                                                     | Алексей Боченин                         | Сингл                                         |
| 2014 | «Я буду там» (Видеоприглашение на тур «Всё или ничего»)                 | не указан                               | Сингл                                         |
| 2014 | «Бери своё»                                                             | Олег Трофим                             | Сингл                                         |
| 2014 | «Бенджамин» (feat. Мот)                                                 | Константин Королев и Евгений Спиваков   | «Azbuka Morze» (студийный альбом Мота)        |
| 2014 | «Океан» (feat. Фидель)                                                  | Рустам Романов                          | «Одинокая вселенная»                          |
| 2015 | «Всё и сразу» (feat. ST, Nel & Александр Бабенко)                       | Сергей Grey                             | «Почерк» (студийный альбом ST)                |
| 2015 | «Марс» (feat. Nel & Александр Бабенко)                                  | Екатерина Телегина                      | «Одинокая вселенная»                          |
| 2015 | «Утёсов» (& Тимати)                                                     | Павел Худяков                           | Сингл                                         |
| 2015 | «ГТО» (& Тимати)                                                        | Заур Засеев и Павел Худяков             | Сингл                                         |
| 2015 | «Напоследок я скажу» (& Тимати)                                         | Рустам Романов                          | Сингл                                         |
| 2015 | «Ещё до старта далеко» (& Тимати feat. Павел Мурашов)                   | Екатерина Телегина                      | Сингл                                         |
| 2015 | «Всё или ничего»                                                        | Рустам Романов                          | «Одинокая Вселенная»                          |
| 2015 | «Благословляю на рейв» (feat. DJ Philchansky)                           | Андрей Краузов и Артём Лежнев           | Сингл                                         |
| 2015 | «Эй, бро!»                                                              | Владимир Шкляревский                    | Сингл                                         |
| 2016 | «Тигр»                                                                  | Алексей Куприянов                       | Сингл                                         |
| 2016 | «Ни ты, ни я» (feat. Rozhden)                                           | Татьяна Муиньо                          | «R2» (студийный альбом Rozhden’а)             |
| 2016 | «С самых низов»                                                         | Zefir Video Company                     | «С самых низов»                               |
| 2016 | «Якутяночка» (feat. Варвара Визбор)                                     | L’One и Дарья Балинова                  | Сингл                                         |
| 2016 | «Внукам не понять»                                                      | Марат Адельшин                          | Сингл                                         |
| 2016 | «Сон» (feat. Monatik)                                                   | Медет Шаяхметов                         | «Гравитация»                                  |
| 2017 | «Шанс» (feat. Ёлка)                                                     | Мария Унжакова                          | «Гравитация»                                  |
| 2017 | «Медаль на медаль»                                                      | Айсултан Сеитов                         | «Гравитация»                                  |
| 2017 | «Найди свою силу» (& Мот & Тимати)                                      | Павел Худяков                           | Сингл                                         |
| 2017 | «Огонь и вода»                                                          | Медет Шаяхметов                         | «Гравитация»                                  |
| 2017 | «Время первых»                                                          | Айсултан Сеитов                         | Сингл                                         |
| 2017 | «Птицы»                                                                 | Азамат Дулатов                          | «Гравитация»                                  |
| 2017 | «Диско»                                                                 | Алёна Пожидаева                         | Сингл                                         |
| 2017 | «Возвращение» (OST «Притяжение»)                                        | Неизвестно                              | «Гравитация»                                  |
| 2017 | «Дорога» (feat. Jasmine)                                                | Айсултан Сеитов                         | «Гравитация»                                  |
| 2017 | «Самая простая песня»                                                   | Мурад Ногмов                            | Сингл                                         |
| 2017 | «Хоккеисты» (feat. Nel)                                                 | Медет Шаяхметов                         | «1985»                                        |
| 2017 | «Мы эхо» (feat. Варвара Визбор)                                         | Алексей Жуков                           | «1985»                                        |
| 2018 | «From Russia With Love» (Тур в США, видеоприглашение)                   | Ян Боханович                            | Сингл                                         |
| 2018 | «Голос» (feat. Дана Соколова)                                           | Анджей Гавриш                           | «Мыслепад» (студийный альбом Даны Соколовой)  |
| 2018 | «Чёрный умеет блестеть»                                                 | Мурад Ногмов                            | Сингл                                         |
| 2018 | «Медленно»                                                              | Ян Боханович                            | Сингл                                         |
| 2018 | «7 дней в деле»                                                         | L’One и Мурад Ногмов                    | Сингл                                         |
| 2018 | «Старая Школа»                                                          | L’One                                   | Сингл                                         |
| 2019 | «АМГ» (feat. Тимати)                                                    | Заур Засеев и Павел Худяков             | Сингл                                         |
| 2019 | «Весь мир для нас»                                                      | L’One                                   | «Пангея»                                      |
| 2019 | «Рядом» (feat. Элина Чага)                                              | Денис Шурдулава                         | «Камасутра» (студийный альбом Элины Чаги)     |
| 2020 | «Никто кроме нас»                                                       | Кирилл Хандурин                         | Сингл                                         |
| 2020 | «Шторм»                                                                 | не указан                               | «Шторм»                                       |
| 2020 | «Бандиты»                                                               | Леван Горозия                           | «Альфа»                                       |
| 2020 | «Худи» (feat. Паанда)                                                   | Никита Пугачев                          | «Альфа»                                       |
| 2020 | «Альфа»                                                                 | Стас Митянин                            | «Альфа»                                       |
| 2020 | «Outro.Рассвет»                                                         | Леван Горозия                           | «Рассвет»                                     |
| 2020 | «Мегаполис» (feat. Звонкий)                                             | Дэвид Бинцене                           | Сингл                                         |
| 2020 | «Бабки»                                                                 | Дэниел Ким                              | Сингл                                         |
| 2020 | «Золотой актив»                                                         | не указан                               | Сингл                                         |
| 2021 | «Невидимка»                                                             | Стас Митянин                            | «Рассвет»                                     |
| 2021 | «Поезд в огне»                                                          | Давид Бинтсене и Никита Миронов         | Сингл                                         |
| 2021 | «С ней»                                                                 | Стас Митянин                            | «Восход 1»                                    |
| 2021 | «Влюбился»                                                              | Леван Горозия                           | «Восход 1»                                    |
| 2021 | «Дождь»                                                                 | Стас Митянин                            | Сингл                                         |
| 2022 | «Здравствуй, Якутск» (feat. dipiphany, Саина)                           | не указан                               | Сингл                                         |
| 2022 | «Вдох»                                                                  | Стас Митянин и Леван Горозия            | Сингл                                         |
| 2022 | «Деда Могёт»                                                            | Стас Митянин                            | Сингл                                         |
| 2023 | «День когда нас не станет»                                              | Стас Митянин и Екатерина Владиславлева  | «Дом»                                         |
| 2023 | «Она Одна»                                                              | Стас Митянин и Екатерина Владиславлева  | «Дом»                                         |
| 2023 | «Я готов ко всему»                                                      | Стас Митянин и Расада Дэнис             | «Дом»                                         |
| 2023 | «ЛА ЛА ЛА»                                                              | Стас Митянин                            | Сингл                                         |
| 2023 | «Постправда»                                                            | Стас Митянин                            | Сингл                                         |
| 2024 | «Мамба Менталити»                                                       | Павел Бибик и Екатерина Владиславлева   | Сингл                                         |
| 2024 | «Всё ради любви» (feat. Эрик Холматов)                                  | Леван Горозия и Екатерина Владиславлева | «Пиросмани»                                   |

## Фильмография
| Год  | Фильм                               | Роль                             | Примечания        |
| ---- | ----------------------------------- | -------------------------------- | ----------------- |
| 2011 | «Беременный»                        | эпизодическая роль в проморолике |                   |
| 2012 | «Самый страшный фильм 3D»           | Дэзл Дарлингтон                  | дубляж            |
| 2014 | «13-й район: Кирпичные особняки»    | K2                               | дубляж            |
| 2015 | «Автолюбитель»                      | играет самого себя               | режиссёр          |
| 2016 | «ЧОП» (сериал)                      |                                  | 2 сезон, 15 серия |
| 2017 | «Эмоджи фильм»                      | Джин                             | дубляж            |
| 2018 | «Бамблби»                           | Бамблби                          | дубляж            |
| 2018 | «7 дней в деле»                     | играет самого себя               | режиссёр          |
| 2021 | «Космический джем: Новое поколение» | Леброн Джеймс                    | дубляж            |

Саундтреки
| Год  | Фильм                       | Песня                                                                   |
| ---- | --------------------------- | ----------------------------------------------------------------------- |
| 2011 | Фантом                      | «Москва» (в составе Marselle)                                           |
| 2013 | «Любовь в большом городе 3» | «#ДАВАЙДОСВИДАНИЯ» (feat. Тимати, Nel, ST, Jenee, 5 Плюх & Миша Крупин) |
| 2013 | «Любовь в большом городе 3» | «Все танцуют локтями»                                                   |
| 2013 | Одноклассники.ru            | «Все танцуют локтями»                                                   |
| 2014 | Физрук                      | «Все танцуют локтями»                                                   |
| 2015 | Легко ли быть молодым?      | «Буду молодым»                                                          |
| 2015 | Бармен                      | «Буду молодым»                                                          |
| 2015 | Измены                      | «Буду молодым»                                                          |
| 2016 | Физрук                      | «Буду молодым»                                                          |
| 2016 | Коробка                     | «Бери своё»                                                             |
| 2016 | ЧОП                         | «Все танцуют локтями»                                                   |
| 2017 | Притяжение                  | «Возвращение»                                                           |
| 2017 | Притяжение                  | «Ракета» (feat. Влади & Баста)                                          |
| 2017 | Притяжение                  | «Брат за брата» (feat. Nel & Паанда)                                    |
| 2017 | Время первых                | «Время первых»                                                          |
| 2017 | Чернобыль. Зона отчуждения  | «Мы эхо» (feat. Варвара Визбор)                                         |
| 2017 | Чернобыль. Зона отчуждения  | «Клён» (feat. Билли Новик)                                              |
| 2017 | Чернобыль. Зона отчуждения  | «Ветер перемен»                                                         |
| 2017 | Чернобыль. Зона отчуждения  | «Хоккеисты» (feat. Nel)                                                 |
| 2017 | Чернобыль. Зона отчуждения  | «Мир не прост»                                                          |
| 2017 | Чернобыль. Зона отчуждения  | «Погоня за счастьем»                                                    |
| 2017 | Чернобыль. Зона отчуждения  | «Прекрасное далеко»                                                     |
| 2018 | Мажор 3 сезон, 10 серия     | «Адреналин»                                                             |
| 2021 | Майор Гром: Чумной Доктор   | «Поезд в огне»                                                          |

### В качестве режиссёра
| Год  | Фильм                 | Примечание                                                         |
| ---- | --------------------- | ------------------------------------------------------------------ |
| 2015 | Автолюбитель          | Документальный фильм к альбому «Автолюбитель»                      |
| 2018 | FROM RUSSIA WITH LOVE | Документальный фильм о туре L'ONE по США                           |
| 2018 | «7 дней в деле»       | Короткометражный фильм о предательстве, к одноименной песне        |
| 2022 | ПАНГЕЯ                | Документальный фильм о записи альбома «Пангея» на семи континентах |

## Награды и номинации
| Год  | Награда                                | Номинированная работа               | Категория               | Результат |
| ---- | -------------------------------------- | ----------------------------------- | ----------------------- | --------- |
| 2013 | «Золотая Горгулья»                     |                                     | «Хип-хоп-исполнитель»   | Победа    |
| 2013 | «Первая реальная премия MusicBox»      |                                     | «Лучший хип-хоп-проект» | Победа    |
| 2014 | «Премия RU.TV 2014»                    | «GQ» (feat. Тимати & Сергей Мазаев) | «Лучший R’n’B проект»   | Победа    |
| 2014 | «Премия RU.TV 2014»                    | «GQ» (feat. Тимати & Сергей Мазаев) | «Лучший видеоклип»      | Номинация |
| 2014 | «Вторая реальная премия MusicBox»      | «Океан» (feat. Фидель)              | «Лучший хип-хоп-проект» | Номинация |
| 2015 | «Премия RU.TV 2015»                    |                                     | «Лучший R’n’B проект»   | Победа    |
| 2015 | «Третья реальная премия MusicBox»      |                                     | «Хип-хоп года»          | Номинация |
| 2016 | «Премию Муз-ТВ 2016. Энергия Будущего» |                                     | «Лучший хип-хоп-проект» | Номинация |
| 2016 | «Четвёртая реальная премия MusicBox»   |                                     | «Хип-хоп года»          | Номинация |
| 2017 | «Премия RU.TV 2017»                    |                                     | «Лучший хип-хоп-проект» | Победа    |
| 2018 | «Премия RU.TV 2018»                    |                                     | «Лучший хип-хоп-проект» | Номинация |